# Rüppellwürger
Der Rüppellwürger (Eurocephalus ruppelli; häufig auch fälschlicherweise E. rueppelli geschrieben) ist eine Vogelart aus der Familie Eurocephalidae, die im östlichen Subsahara-Afrika verbreitet ist. Die Vögel bewohnen trockene, von Dornenbüschen dominierte Regionen und offene, baumbestandene Steppen und ernähren sich vornehmlich von Insekten. Sie bilden häufig kleine, laute Gruppen, die gemeinsam auf die Jagd nach Insekten gehen. Die allgemein wenig erforschte Art gilt als nicht konkret gefährdet.

## Merkmale

### Körperbau und Aussehen
Rüppellwürger sind kräftig gebaute Vögel mit einem großen Kopf, breiten Hals und einem mittellangen Schwanz. Der kraftvoll wirkende, schwarze Schnabel endet in einem kurzen Haken, der das Festhalten der Beute erleichtert. Ausgewachsene Exemplare erreichen eine Größe von etwa 19 bis 21 cm, das Gewicht liegt zwischen 37 und 70 g. Ein äußerlich erkennbarer Sexualdimorphismus liegt bei der Art nicht vor. Das Gefieder ist an Stirn, Scheitel und Nacken in hellem Weiß gefärbt, das sich auch an Kinn, Kehle und Brust wiederfindet. Unterbrochen wird diese Färbung von einem stark kontrastierenden, schwarzen Augenstreif, der sich ab den Ohrdecken zu einem fast geschlossenen, schwarzen Halsband verbreitert. Rücken und Schultern sind dunkelbraun gefärbt, der Mantel ist zumeist eher hellbraun, während Bürzel und Oberschwanzdecken weiß sind, was besonders im Flug recht auffällig ist. Die Flügel wirken ober- wie unterseits einheitlich dunkelbraun, nur bei näherer Betrachtung sind etwas hellere Innenfahnen der Schwungfedern zu erkennen. Die Steuerfedern zeigen ein dunkles Braun mit sehr schmalen, blasseren Säumen. Unterseits sind die Brust und der Bauch weiß gefärbt. An den Flanken findet sich eine typische, hellbraune Färbung, die bei manchen Individuen bis an die Seiten der Brust reichen kann. Die Unterschwanzdecken sind graubraun. Die unbefiederten Beine sind dunkelgrau bis dunkelbraun, die Iris des Auges zeigt ein sehr dunkles, fast schwarz wirkendes Braun.
Das Flugbild ist von flachen, schnell flatternden Flügelschlägen geprägt, die von kurzem Gleitflug mit als flachem V über der Körperebene gehaltenen Flügeln unterbrochen werden. Insgesamt ist der Flug eher langsam und soll an den eines Papageien erinnern.
Verwechslungen mit anderen Arten sollten im Feld selten vorkommen. Bei flüchtigem Hinsehen könnten höchstens Weißscheitel-Glanzstar (Lamprotornis albicapillus) oder Starweber (Dinemellia dinemelli), die beide jeweils ebenfalls einen auffällig abgegrenzten, weißen Scheitel- beziehungsweise Kopfbereich besitzen, mit dem Rüppellwürger verwechselt werden. Die Unterschiede bei der Gefiederfärbung zu diesen Arten sollten jedoch bei näherer Betrachtung schnell augenfällig werden. Die einzige andere Art der Gattung Eurocephalus, der Weißscheitelwürger (E. anguitimens), ist dem Rüppellwürger zwar optisch sehr ähnlich, kommt jedoch deutlich weiter südlich vor. Eine Überschneidung der beiden Verbreitungsgebiete gibt es nicht.

### Jungvögel

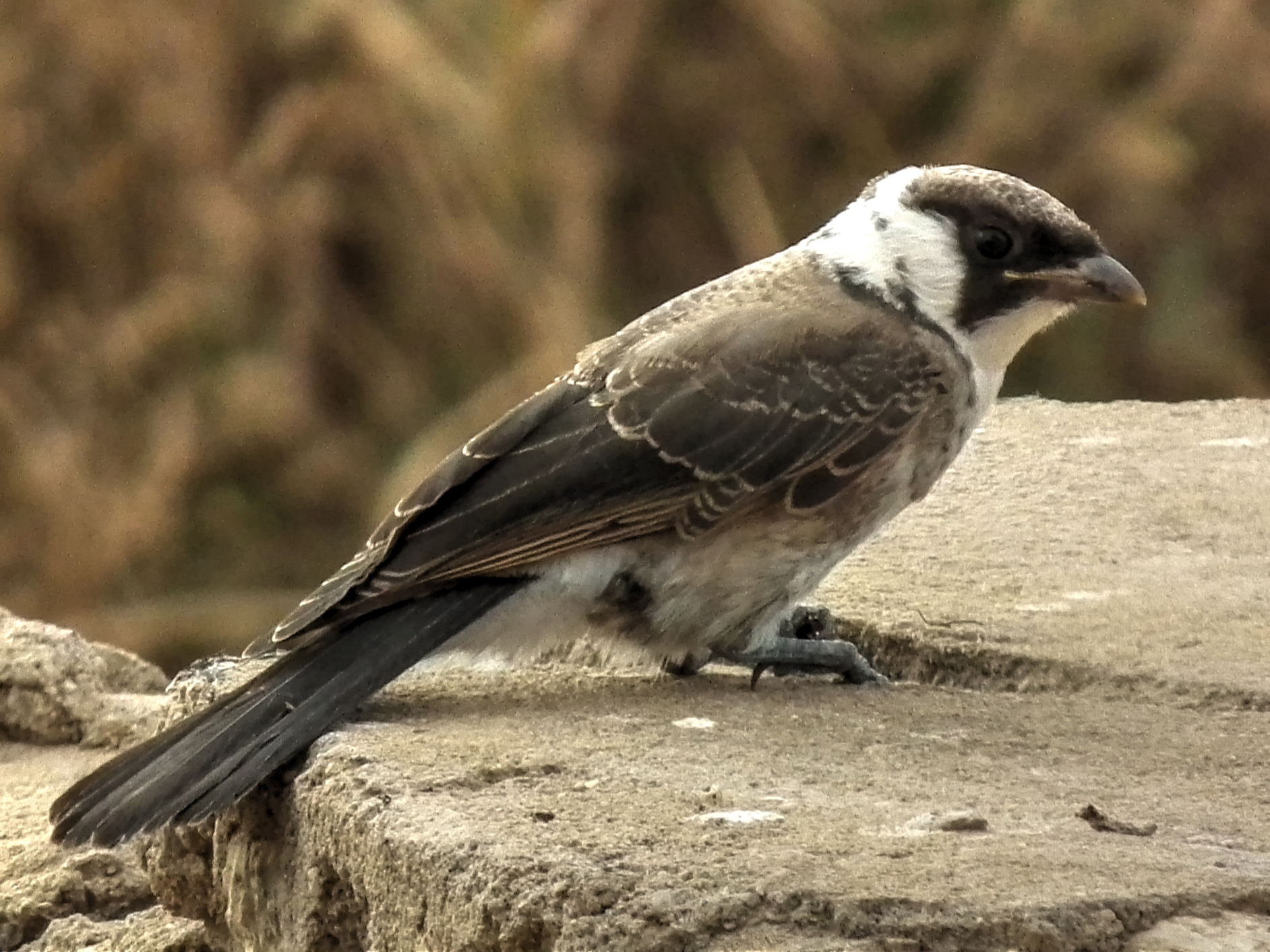
Juveniler Rüppellwürger in Tansania

Immature Exemplare ähneln in ihrer Färbung bereits den adulten Artgenossen, sind jedoch vor allem oberseits einheitlicher gefärbt. Von der Stirn bis zum Rücken findet sich eine bräunliche Färbung, lediglich der Scheitel ist erkennbar dunkler. Ein dunkelbrauner, fast schwarzer Überaugenstreif setzt sich über die Zügel und hinter dem Auge schmaler werdend bis fast an die Seiten des Halses fort. Die Schwungfedern und besonders die Arm- und Handdecken sind gelblich-braun gesäumt und haben ebenso gefärbte Spitzen. Brust und Bauch sind häufig stärker braun verwaschen als bei ausgewachsenen Vögeln. Der Schnabel ist außerdem heller und eher grau statt schwarz.

### Stimme
Rüppellwürger gelten als laute und ruffreudige Vögel, die genaue Funktion der meisten Lautäußerungen ist allerdings bislang kaum erforscht. Allgemein werden die Rufe als harsch und nasal beschrieben, die einzelnen Töne sind meist kurz und hochfrequent. Neben einem einzelnen, quietschenden oder kreischenden Laut ist am häufigsten eine Abfolge aus zwei bis drei scharfen kek-kek- oder chee-chee-Tönen zu hören. Des Weiteren ist ein meckerndes weeyer-WOK mit Betonung auf der zweiten Silbe dokumentiert. Längere Gesänge bestehen aus einer schnellen Abfolge kurzer, harscher Töne, die oft ineinander übergehen. Jungvögel geben ein scharfes, durchdringendes skeet von sich.

## Habitat und Lebensweise
Der Rüppelwürger ist ein Bewohner offener und trockener Busch- und Steppengebiete, während feuchtere Regionen und dichtes Waldland tendenziell gemieden werden. In Ostafrika gilt er als eine typische Art der von Mimosen- (Acacia sp.), Balsambaumgewächsen (Commiphora sp.) oder Langfäden (Combretum sp.) dominierten Trockensavanne. In besonders trockenen, wüstenähnlichen Gebieten kommt die Art meist nur in der unmittelbaren Umgebung von saisonal trockenfallenden Wasserläufen vor. Die Nähe zu menschlichen Siedlungen wird nicht gescheut, im Gegenteil gelten die Vögel als wenig schreckhaft und leicht zu beobachten und können auch in Gärten oder Parks angetroffen werden. Bei der Art handelt es sich um einen Flachlandbewohner, der selten auf Höhen über 1500 m gesichtet wird. Aus Kenia sind allerdings regelmäßige Nachweise aus deutlich höhergelegenen Gebieten in bis zu 2200 m Höhe bekannt. Rüppellwürger können zwar gelegentlich auch einzeln oder in Paaren angetroffen werden, es sind jedoch gesellige Vögel, die häufig kleine, laute Gruppen aus drei bis sechs, seltener auch bis zu zwölf Individuen bilden. Die soziale Struktur dieser Gruppen ist bislang jedoch noch unerforscht.

### Ernährung und Jagdverhalten
Die genaue Zusammensetzung der Ernährung ist nur unvollständig bekannt, es scheint sich jedoch um ganz überwiegend insektivore Vögel zu handeln. Bekannte Beutetiere sind Grashüpfer, Käfer, Fangschrecken und Schmetterlinge, wobei bei letzteren vor dem Verzehr die unverdaulichen Flügel entfernt werden. Zumindest saisonal begrenzt und in geringen Mengen werden darüber hinaus auch Beeren aufgenommen. Bevorzugte Jagdmethode ist die Ansitzjagd, bei der die Rüppellwürger in drei bis vier Metern Höhe von einem Baum oder Strauch aus auf vorbeikommende Beute lauern. Diese wird dann meist nach kurzem, direktem Flug in einem Radius von etwa zehn Metern um den Ansitz herum am Boden geschlagen. Ist der erste Versuch erfolglos, wird die Beute am Boden rennend meist noch einige Zeit weiterverfolgt. Eine Studie im kenianischen Tsavo-East-Nationalpark dokumentierte insgesamt 213 Beutetiere, von denen rund 80 % am Boden gefangen wurden, während weitere 15 % in der Luft geschlagen wurden. Die übrigen 5 % wurden von Blättern oder Ästen abgesammelt. Im Schnitt wurden dabei von jedem Vogel in einem Zeitraum von drei Minuten zehn Insekten verzehrt. Darüber hinaus wurden Rüppellwürger dabei beobachtet, wie sie ähnlich wie Madenhacker auf den Rücken von Grant-Gazellen sitzen und deren Haut nach fressbaren Insekten absuchen.

### Fortpflanzung
Über Balz und Paarbindung liegen bislang keine genauen Informationen vor, die Vögel scheinen jedoch weitestgehend monogam zu sein. Darüber hinaus finden sich bei der Art Hinweise auf den zumindest gelegentlichen Einsatz von Bruthelfern, die den eigentlichen Eltern bei der Aufzucht der Nachkommen assistieren. Der Zeitraum der Brutzeit ist regional unterschiedlich, fällt jedoch offenbar immer in die jeweilige Regenzeit eines Gebietes. In Regionen, die zweimal im Jahr verstärkte Regenfälle erleben, ziehen Rüppellwürger auch eine zweite Brut im selben Jahr groß. Als Nistplatz dient die Astgabel eines Baumes, meist einer Akazie in circa 4 bis 6 m Höhe. Das eigentliche Nest ist eine kompakte, tassenförmige Konstruktion aus ordentlich miteinander verwobenen Gräsern, die mit einer Schicht Spinnweben umwickelt wird. Durch diese gräuliche äußere Schicht erhält das Nest eine gewisse Tarnung und kann aus einiger Entfernung gesehen an einen Klumpen Lehm erinnern. Mit einem durchschnittlichen Innendurchmesser von 7,5 cm und einem Außendurchmesser von etwa 12 cm ist das Nest im Verhältnis zur Größe der Vögel eher klein. Die typische Gelegegröße liegt bei 2 bis 4 Eiern, in manchen Fällen werden jedoch bis zu 7 Eier in einem Nest gemeldet. Dies könnte ein Hinweis für einen gelegentlich vorkommenden Brutparasitismus innerhalb der eigenen Art sein. Die Grundfärbung der Eier ist rein weiß oder weißlich mit einem schwachen, lila Schimmer. Über die ganze Schale verteilt finden sich bis zu 3 mm große, unregelmäßige Flecken in gelb, braun, grau oder lila. Die Größe liegt bei etwa 25,5–28 × 21 mm. Über die Dauer der Inkubation oder Nestlingsphase ist bislang nichts bekannt. Nach dem Flüggewerden verbleiben die Jungvögel noch für etwa drei Monate in der Nähe der Altvögel.

## Verbreitung und Gefährdung

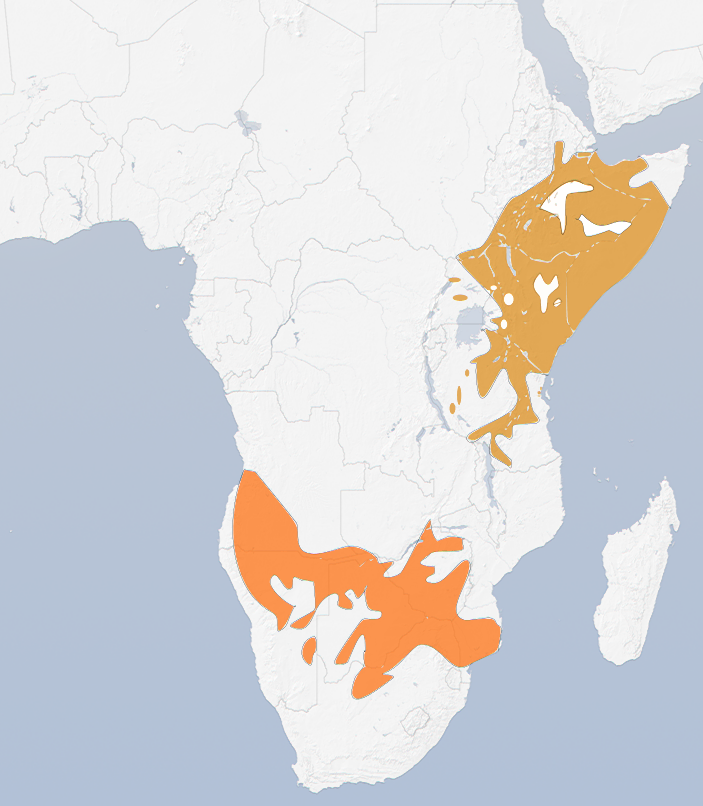
Verbreitungsgebiete der beiden Eurocephalus-Arten.
E. ruppelli
E. anguitimens

Das Verbreitungsgebiet des Rüppellwürgers erstreckt sich in Ostafrika südlich der Sahara. Die nördliche Grenze verläuft von den Küstenregionen Nordost-Äthiopiens und Nordwest-Somalias quer durch Äthiopien bis in den äußersten Südosten des Südsudans. Im Osten erstreckt sie sich etwa von Zentral-Somalia zunächst entlang der Küste des Indischen Ozeans bis in den Süden Kenias und anschließend durch Zentral-Tansania bis an die Grenze zu Mosambik. In Richtung Westen und Südwesten wird das Verbreitungsgebiet zunehmend unzusammenhängender. Die westlichsten Vorkommen sind einige versprengte Populationen in Uganda und West-Tansania. Die Art gilt als im gesamten Verbreitungsgebiet als Standvogel, lediglich über kurze, lokale Wanderungen wird gelegentlich berichtet. Die IUCN stuft den Rüppellwürger mit Stand 2016 auf der niedrigsten Gefährdungsstufe least concern („nicht gefährdet“) ein. Obwohl keine genauen Bestandszahlen oder Schätzungen vorliegen, scheinen sich die Bestände weitestgehend stabil zu entwickeln. Rüppellwürger fallen gelegentlich Vergiftungen durch das Versprühen von Aviziden zum Opfer, deren eigentliches Ziel die Kontrolle der Population  des Blutschnabelwebers (Quelea quelea) ist.

## Systematik
Die Erstbeschreibung des Rüppellwürgers stammt aus dem Jahr 1853 und geht auf den italienischen Zoologen Charles Lucien Jules Laurent Bonaparte zurück. Als wissenschaftlichen Namen der neuen Art wählte Bonaparte das Binomen Eurocephalus ruppelli, das Artepitheton ehrt dabei – wie auch der deutsche Trivialname – den deutschen Naturwissenschaftler und Afrikaforscher Eduard Rüppell. Als Fundort des Holotyps sind die Ortsangaben „Weißer Nil“ und „Shewa“, eine historische Provinz Äthiopiens genannt. Da der Weiße Nil allerdings nicht durch Äthiopien fließt, ist diese Angabe zumindest zweifelhaft. Nächster Verwandter des Rüppellwürgers ist die einzige andere Art der Gattung Eurocephalus, der Weißscheitelwürger (E. anguitimens), mit dem er in der Vergangenheit von manchen Autoren auch als konspezifisch betrachtet wurde. Unterschiede bei der Gefiederfärbung sowie die sich nicht überschneidenden Verbreitungsgebiete sprechen jedoch deutlich für das Vorliegen zweier getrennter Arten, die eine gemeinsame Superspezies bilden. Nach klassischer Auffassung handelte es sich bei den beiden Eurocephalus-Arten um sehr ursprüngliche Mitglieder der Familie der Würger (Laniidae), molekulargenetische Untersuchungen zeigen jedoch, dass zu diesen keine nähere Verwandtschaft besteht und die Gattung stattdessen in eine eigene, monotypische Familie Eurocephalidae gestellt werden sollte.
Innerhalb der Art wurden in der Vergangenheit diverse Unterarten beschrieben, meist begründet mit Unterschieden bei der Gefiederfärbung am Mantel und der Unterseite. Diese scheinen jedoch eher auf unterschiedliche Stadien der Mauser zurückzuführen zu sein, als auf tatsächlich existierende geografische Variation. Einzig die besonders große, nördliche Unterart E. r. erlangeri Zedlitz, 1913 wurde noch regelmäßig von manchen Autoren als gültig betrachtet. Generell zeigt sich eine klinale Zunahme der Körpergröße von Süd nach Nord. Nach moderner Auffassung gilt die Art jedoch als monotypisch.